# 야소 유지
야소 유지(일본어: 八十 祐治, 1969년 10월 31일 ~ )는 일본의 전 축구 선수이다.

## 구단 경력
1993년 J1리그의 감바 오사카에 입단했다. 1995년 재팬 풋볼 리그의 비셀 고베로 이적했다. 1996년부터 2000년까지 알비렉스 니가타와 요코가와 전기에서 뛰었다. 2000년후 현역 은퇴.